# Max Fleischer (Architekt)

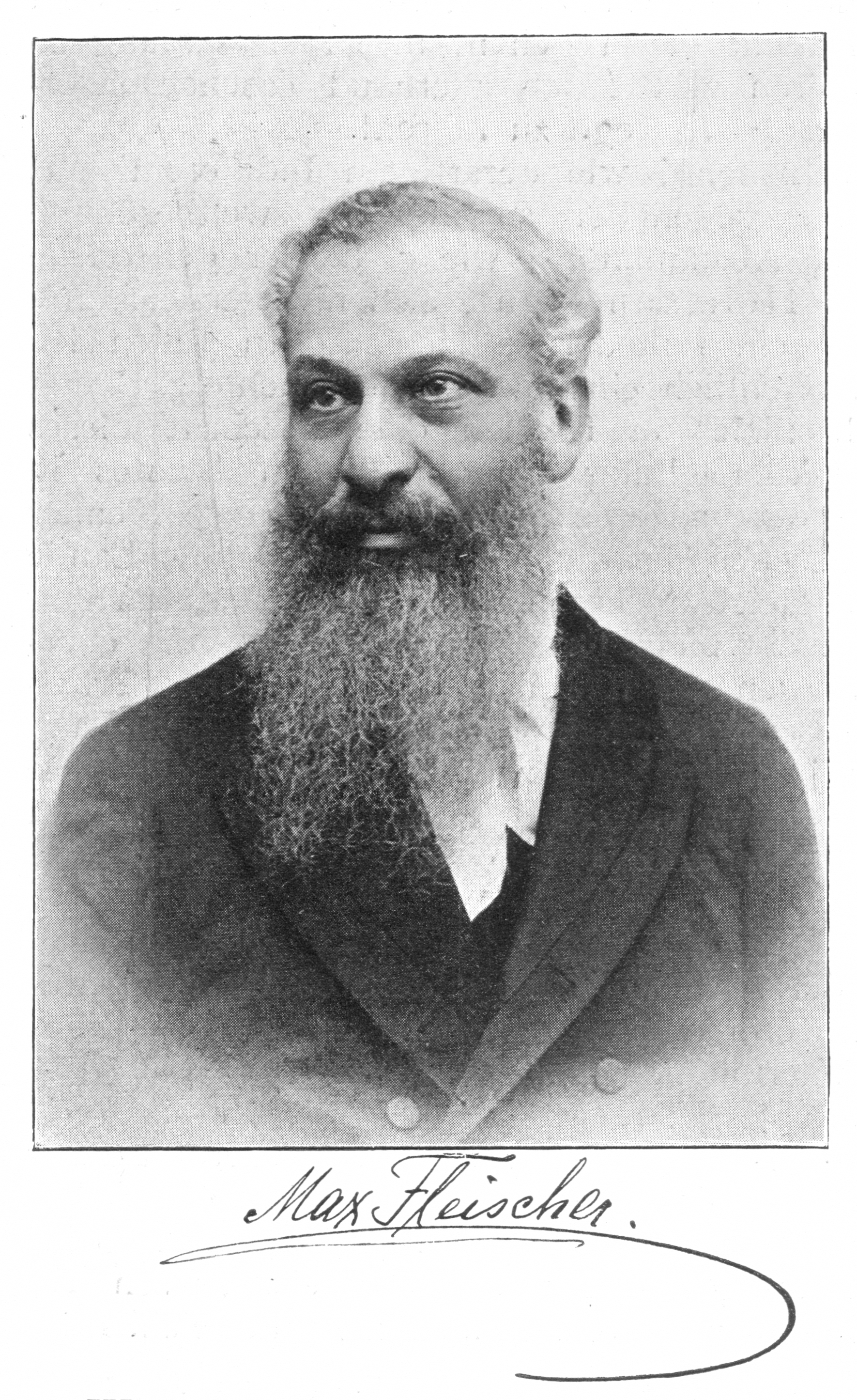
Max Fleischer

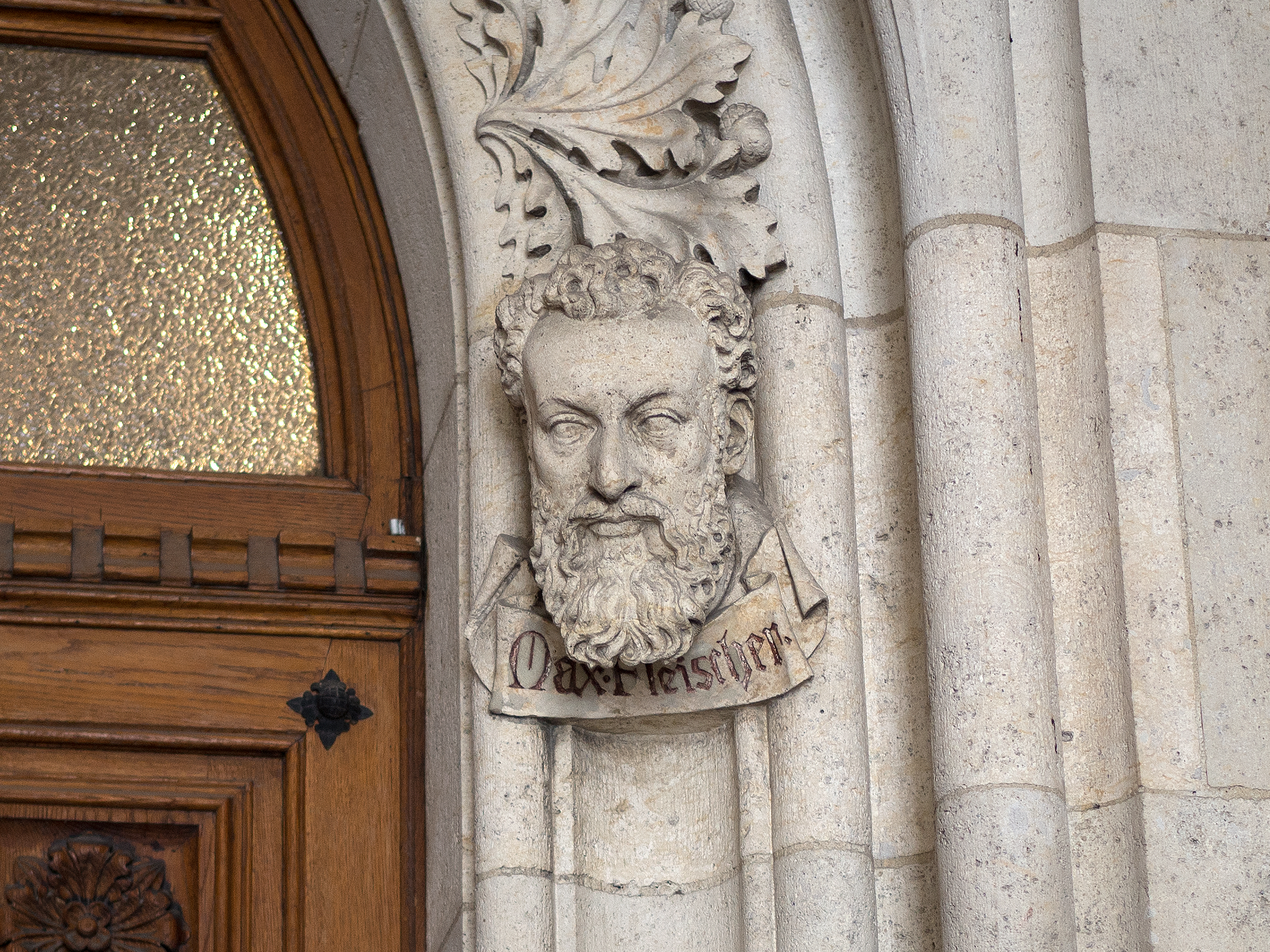
Porträtbüste von Max Fleischer am Wiener Rathaus

Max Fleischer (geboren 29. März 1841 in Prostějov, Mähren, Kaisertum Österreich; gestorben 8. Dezember 1905 in Wien) war ein österreichischer Architekt.

## Leben
Max Fleischer studierte zunächst an der Technischen Universität Wien und wechselte 1863 an die Akademie der bildenden Künste. Hier lernte Fleischer bei August Sicard von Sicardsburg und Eduard van der Nüll. Nach dem Abschluss seiner Ausbildung nahm Fleischer eine Stelle im Architektenbüro des Rathauserbauers Friedrich von Schmidt an und war somit am Neubau des Wiener Rathauses beteiligt; rechts vom Haupteingang in die sogenannte Volkshalle ist daher sein Kopf abgebildet. 1887 machte sich Fleischer selbständig. Bekannt wurde Fleischer als Planer von drei neogotischen Synagogen in Wien sowie weiteren jüdischen Gotteshäusern in Budweis und Pilgrams. Darüber hinaus schuf Fleischer weitere Bethäuser in anderen Stilrichtungen in Lundenburg, Krems und Nikolsburg. Gotische Stilelemente wählte Fleischer oftmals, um die Einordnung des Judentums in die bürgerliche Kulturgesellschaft zu betonen. Weitere Werke Fleischers waren Grabdenkmäler für Adolf Fischhof und Salomon Sulzer und die Begräbnishalle in Gliwice.
Fleischer war ab 1865 Mitglied der Wiener Bauhütte, ab 1870 des Österreichischen Ingenieur- und Architekten-Vereins, ab 1871 der Genossenschaft der bildenden Künstler Wiens (Künstlerhaus) und Mitinitiator der Gesellschaft zur Sammlung jüdischer Kulturgüter, die 1895 zur Gründung des Jüdischen Museums führte. Fleischer erhielt 1883 das Bürgerrecht der Stadt Wien, wurde im selben Jahr mit dem goldenen Verdienstkreuz mit der Krone ausgezeichnet und 1904 zum Baurat ernannt.
Der Architekt Johann Miedel (1860–1945) wurde ausgebildet und in seinem späteren Schaffen als Synagogenbauer auch geprägt durch Max Fleischer. Miedel vollendete daher auch einige noch von Fleischer begonnene Auftragsarbeiten (Synagoge Jüdischer Friedhof in Brünn) und übernahm nach dessen Tod das Wiener Atelier.
Beim Novemberpogrom 1938 wurden die meisten seiner Werke zerstört. In Wien hat nur die ehemalige Patientensynagoge des alten Allgemeinen Krankenhauses als Fassade überlebt. Sie gehört heute zum Campus der Universität Wien und wurde zum Kunstobjekt „Denk-Mal Marpe Lanefesh“ umgestaltet.

## Gedenken
Am 20. November 2008 wurde zum Gedenken an Max Fleischer eine Gedenktafel in der Neustiftgasse 64 im 7. Wiener Gemeindebezirk enthüllt.

## Bauwerke

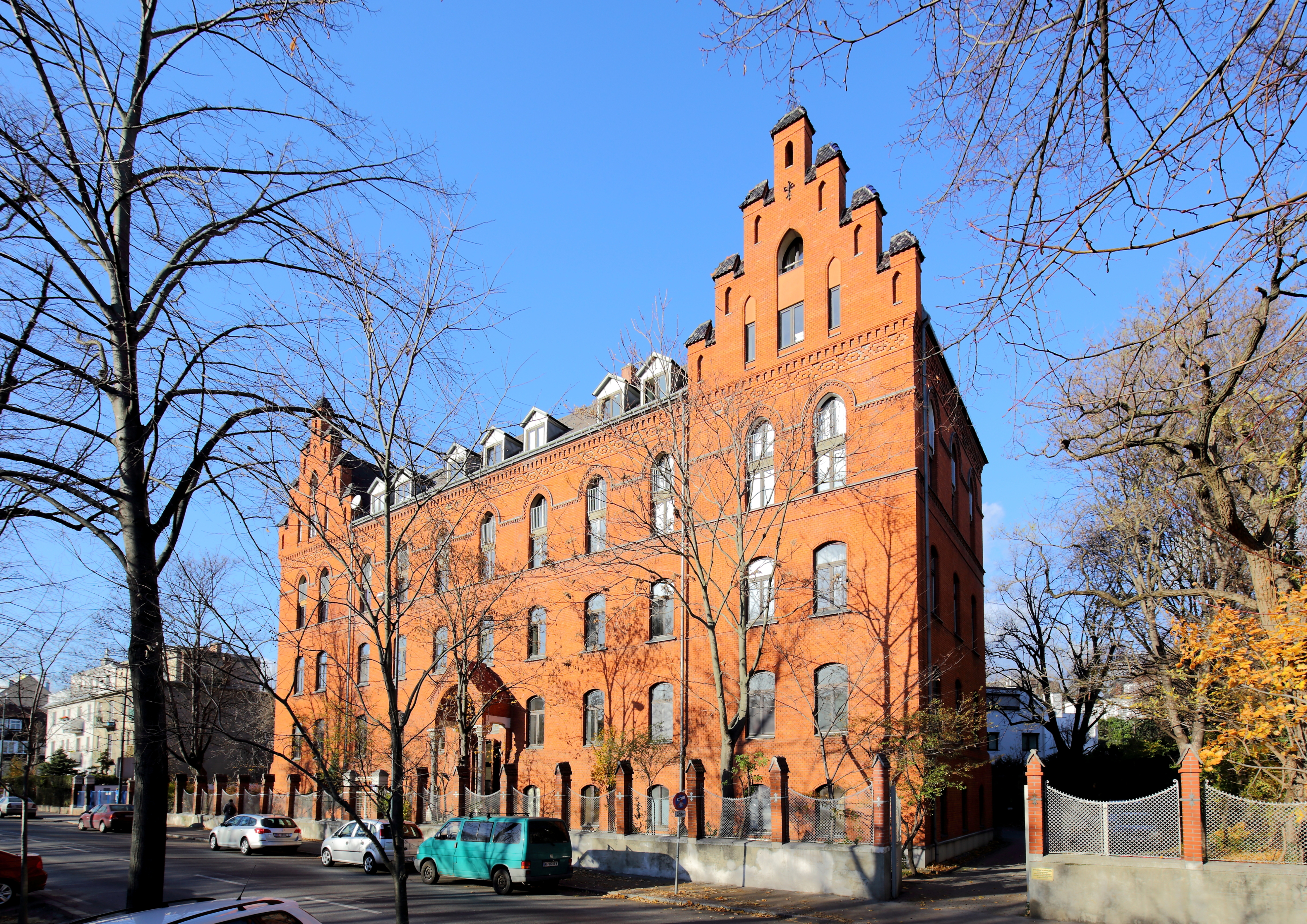
Ehemaliges israelitisches Mädchenwaisenhaus in der Ruthgasse im 19. Wiener Gemeindebezirk Döbling (errichtet 1889–1891)

- Krems an der Donau, Synagoge Krems[3]
- Wien, Synagoge im alten AKH Wien
- Wien, Synagoge Neudeggergasse
- Wien, Synagoge Schmalzhofgasse
- Wien, Vereinssynagoge Müllnergasse
- Gleiwitz, Begräbnishalle am Neuen Jüdischen Friedhof Gleiwitz (Szobiszowice)
- Brünn, Neue Synagoge[4] und Trauerhalle auf dem jüdischen Friedhof Brünn
- Břeclav, Synagoge mit Stadtmuseum und Galerie Břeclav
- Wien, 14. Bezirk, Sofienalpenstraße 11, erbaut 1873
- Synagoge in Budweis, erbaut 1887/88
- Synagoge in Pelhřimov, erbaut 1890/91
- Jüdische Trauerhalle (Mikulov), 1898
- Wien (Döbling), Ruthgasse 21, Israelitisches Mädchenwaisenhaus (1889–1891)
- Wien, Stubenring 4, fertiggestellt 1906
- Wien, Lange Gasse 1, fertiggestellt 1896